# Simple Headphone Mind
Simple Headphone Mind è un EP collaborativo del gruppo musicale anglo-francese Stereolab e del musicista britannico Nurse with Wound, pubblicato nel 1997.

## Tracce
1. Simple Headphone Mind – 10:36
2. Trippin' with the Birds – 21:04